# Voleónes
Voleónes (em grego: Βωλεώνες) é uma vila cretense da unidade regional de Retimno, no município de Amári, na unidade municipal de Sivrítos. Situada a 340 metros acima do nível do mar, próximo a ela estão as vilas de Patsós e Pantánassa. Segundo censo de 2011, têm 108 habitantes.